# エドゥアルド・アギーレ
エドゥアルド・アギーレ（Eduardo Aguirre, 1998年8月3日 - ）は、メキシコ・コアウイラ州サン・ペドロ出身のサッカー選手。サントス・ラグナ所属。メキシコ代表。ポジションはフォワード。
様々な年代のメキシコ代表でプレーし、特にU-21メキシコ代表として出場した2018年のトゥーロン国際大会では7得点を記録し得点王になった。

## クラブ経歴
2013年にサントス・ラグナのユースチームに加入し、2017年にトップチームに昇格した。
2017年にハイボス・タンピコ・マデロにレンタル移籍し、7月22日のCDサカテペク戦でプロデビューを果たした。2018年2月14日、ウニベルシダ・デ・グアダラハラ戦でプロ初ゴールを挙げた。
2020年2月16日、UANLティグレス戦でサントス・ラグナでの初ゴールを含めた2ゴールを挙げ、勝利に貢献した。

## 代表経歴

### U-17代表
2015 FIFA U-17ワールドカップに出場するU-17メキシコ代表のメンバーに選出された。決勝トーナメント1回戦のU-17チリ代表戦では、69分にチームの3点目となるゴールを挙げた。

### U-21代表
2018年トゥーロン国際大会に出場し、7ゴールを挙げて得点王になった。
2018年中央アメリカ・カリブ海競技大会にも出場した。ベネズエラ戦ではPKから1得点を記録し、ハイチ戦でも1得点を記録し、こも大会でメキシコ代表が記録した2得点をともに記録したものの、チームは勝ち点1でグループ最下位で敗退した。

### U-23代表
2021年、東京オリンピックに出場するメキシコ代表メンバーに選出された。メキシコ代表チームは銅メダルを獲得した。

### A代表
ヘラルド・マルティーノ監督によりA代表に招集されると、2021年10月27日のエクアドル代表戦にサンティアゴ・ヒメネスとの交代で途中出場して代表デビューを果たした。

## タイトル

### 代表
U-17メキシコ代表
- CONCACAF U-17選手権 : 2015

U-24メキシコ代表
- 2020年東京オリンピック : 銅メダル[15]

### 個人
- トゥーロン国際大会得点王 : 2018[3]
- トゥーロン国際大会ベストイレブン : 2018[16]